# Zbrodnie w Sufczynie

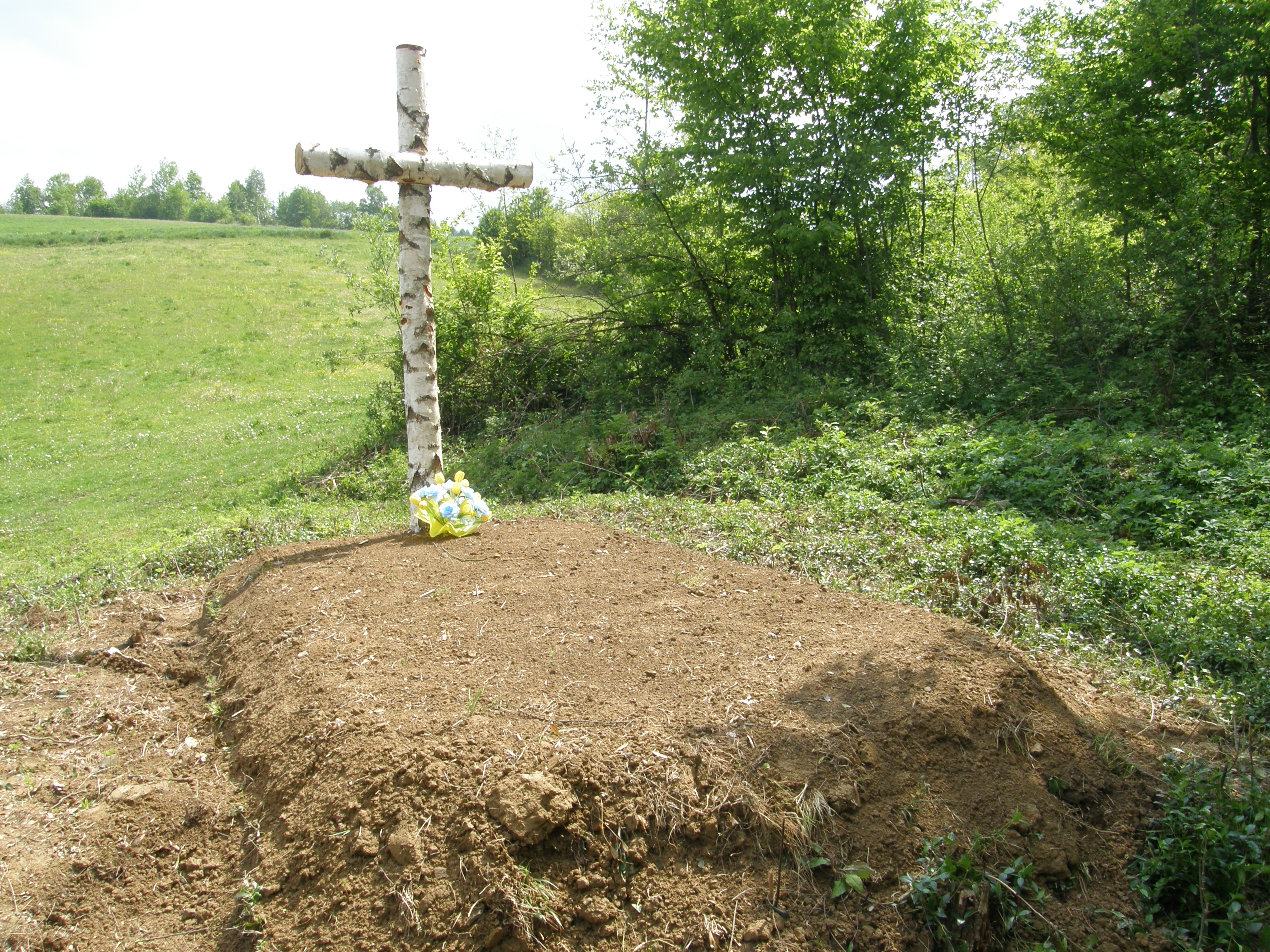
Mogiła ofiar zbrodni

Zbrodnia w Sufczynie – zbrodnia dokonana 11 kwietnia 1945 roku na ukraińskiej ludności wsi Sufczyna przez oddziały poakowskie (przypuszczalnie ze Zgrupowania Warta) i BCh wraz z okolicznymi polskimi chłopami.
Zamordowały one 26 mieszkańców Sufczyny. Osoby ocalałe z pogromu zostały wysiedlone na Ukrainę.
W tym samym dniu zamordowano również wiele osób w sąsiednich wioskach: Brzuska (zbrodnia w Brzusce) – 180 osób, i Bachów (zbrodnia w Bachowie) – od 70 do 100 osób.

## Wcześniejszy atak UPA
Wcześniej, w styczniu 1945 r. doszło do napadu na polską nauczycielską rodzinę Sugierów w Sufczynie. Zbrodnia ta odbiła się szerokim echem na terenie przemyskiego. Ciała ofiar, Jana Sugiera, jego żony Anieli i synów Zbigniewa i Mieczysława znaleziono w piwnicy. Zostały tam zawleczone po torturach zadanych im w mieszkaniu. Rodzinę Sugierów pochowano w Birczy. Według prokuratorów IPN nie ulega wątpliwości, że napadu dokonali członkowie UPA.